# Caisson abdominal
Le caisson abdominal est le « noyau » ou centre musculaire abdominal chez l'Homme. Il comprend les muscles du tronc, du bassin et le diaphragme. 
Il est défini comme l’ensemble musculaire constitué :
- du diaphragme et plancher pelvien ;
- de l’ensemble abdominal transverse de l’abdomen, obliques et grands droits ;
- des muscles lombaires qui incluent les multifides, rotateurs courts et longs, intertransversaires, inter-épineux, ilio-costal, une partie du grand dorsal, carré des lombes et psoas.

Ces muscles sont responsables du maintien de la posture érigée. Ils supportent la colonne, le bassin, ainsi que la cage thoracique, et participent à leurs mouvements.

## Anatomie

### Caisson abdominal profond
Le caisson abdominal profond est constitué des muscles suivants :
- dans sa partie inférieure : le plancher périnéal ou pelvien, aussi appelé périnée ;
- dans sa partie supérieure : le muscle diaphragme ;
- dans sa partie antérieure : le muscle transverse abdominal ;
- dans sa partie postérieure : les muscles multifides, rotateurs longs et courts et inter-transversaires et épineux (souvent représentés par les mutlifides uniquement).

### Caisson abdominal superficiel
Le caisson abdominal superficiel est composé, comme son nom l'indique, de muscles plus superficiels :
- dans sa partie inférieure : le plancher périnéal ou périnée ;
- dans sa partie supérieure : le muscle diaphragme ;
- dans sa partie antérieure : les muscles obliques, les grands droits de l'abdomen et une partie du psoas ;
- dans sa partie postérieure : les muscles ilio-costaux, une partie du grand droit, et les carrés des lombes. Dans certaines ouvrages, on retient les muscles piramidaux, petits, moyens et grands fessiers comme faisant partie du caisson abdominal superficiel.

## Action

### Caisson abdominal profond
1. Les muscles diaphragme et périnéens sont synergiques. Le premier est respiratoire : « le diaphragme se contracte à l'inspiration et se relâche à l'expiration ». Le second agit comme un véritable plancher supportant le bassin et les organes du bassin. Il se contracte à l'expiration et se détend à l'inspiration. ces derniers se présentent sous forme de coupole. On dit souvent du plancher pelvien qu'il est le diaphragme du bassin.
2. Le muscle transverse est un muscle entourant la taille d'avant en arrière. Ses fibres musculaires sont horizontalement organisées. Il est également synergique au plancher pelvien. Ainsi, à l'expiration, il se contracte légèrement, resserrant la taille sur elle-même, permettant au diaphragme de remonter vers la cage thoracique.
3. Le muscle multifide (ou les multifides) est un muscle dit segmentaire, assurant la liaison entre un processus vertébral (partie latérale de la vertèbre) et l'épineuse des deux vertèbres sus-jacentes, et ce, à chaque niveau de la colonne vertébrale (toutes les vertèbres de L5 en allant vers C1). Ce muscle est responsable de l'ajustement des vertèbres les unes par rapport aux autres. Leur contraction n’entraînent pas de mouvement vertébral.

Le travail en synergie de ces muscles profonds provoque un « effet caisson » qui permet de générer une pression autour de la colonne vertébrale.
Cet « effet caisson » est comparable à un cylindre abdominal qui assure la stabilité de la colonne vertébrale et contrôle sa mobilité pendant les exercices et tout au long de la journée. Le caisson abdominal profond participe donc à la stabilisation segmentaire vertébrale et assure une protection articulaire en profondeur.

### Caisson abdominal superficiel
1. Les muscles obliques sont des muscles attachés entre le bassin et la cage thoracique. Ils assurent la rotation du tronc et participent à sa flexion. Leur action directe sur le bassin est la rétroversion ou la bascule du bassin vers l'arrière. leur contraction entraînent le rapprochement des basses cotes vers la ligne médiane du corps. Les grands droites sont responsables de la flexion globale du tronc. Ils assurent aussi l'abaissement des cotes lorsqu'on plie le corps en avant.
2. Les muscles postérieurs du tronc assurent l'extension vertébrale soit l'action d'arquer le dos. Les muscles piramidaux et fessiers sont aux responsables des mouvements de hanche en flexion, extension, abduction, adduction et rotations.

Les muscles superficiels assurent la mobilité de la colonne, du bassin et de la cage thoracique. Ces muscles superficiels activés, génèrent une pression plus importante sur le caisson abdominal et, notamment, au niveau inférieur vers le périnée.